# Ewangelia Świętych Dwunastu
Ewangelia Świętych Dwunastu (inne nazwy: Ewangelia Życia Doskonałego, V Ewangelia) – współczesna apokryficzna ewangelia, napisana najprawdopodobniej przez jej rzekomego odkrywcę Gideona Ouseleya w celu propagowania idei wegetarianizmu i dobroci dla zwierząt przez próbę ukazania Jezusa jako głosiciela tych idei.

## Odkrycie
Ewangelia Świętych Dwunastu wydana została po raz pierwszy w Anglii pod pełnym tytułem "The Gospel of the Holy Twelve: known also as the Gospel of the Perfect Life, translated from the Aramaic and edited by a disciple of the Master, and with former editons compared and revised" przez stowarzyszenie pod nazwą "The Order of At-one-ment and United Templar Society". Wydanie to nie podaje miejsca ani daty, ale najprawdopodobniej ukazało się w roku 1901 w Brighton. Jak twierdzi się w tej edycji Ewangelii, jest ona oryginalną Ewangelią aramejską starszą od ewangelii nowotestamentowych. Miał ją odnaleźć w 1881 roku w Tybecie G.J.R. Ouseley, gdzie była przechowywana przez całe wieki. Jej angielskie wydanie z 1972 roku podaje, iż spisał ją św. Jan podczas uwięzienia w Rzymie. Przekazał Ewangelię uczniowi, który zabrał ją ze sobą do Tybetu. Wedle tej wersji miał ją tam odnaleźć franciszkanin Placyd w latach 70. XIX wieku. Dokonał jej tłumaczenia na łacinę i zabrał je do Rzymu, ale hierarchowie Kościoła ukryli je przed światem.
Ewangelia Świętych Dwunastu zawiera rzekomo autentyczne i pierwotne nauczanie Jezusa, które zostało później przeinaczone przez Ojców Kościoła, a jego ślady usunięte z ewangelii kanonicznych podczas Soboru w Nicei, między innymi z powodu nacisków cesarza Konstantyna, który nie chciał zaakceptować doktryny o wyrzeczeniu się wina i mięsa.

## Treść i nauczanie
Ewangelia Świętych Dwunastu opowiada dzieje Jezusa od dzieciństwa do zmartwychwstania i wniebowstąpienia. W młodości Jezus odbywa podróż do Asyrii, Indii, Persji i Chaldei.
Tekst prezentuje Jezusa jako propagatora wegetarianizmu i miłości do zwierząt. Ewangelia zawiera też naukę o reinkarnacji. Jezus naucza, że powinnością człowieka jest dbanie o zwierzęta, kto zaś je krzywdzi, sam będzie krzywdzony w następnym życiu. Jezus nakazuje zaprzestanie jedzenia mięsa i poleca żywić się jedynie produktami roślinnymi. Tak też opowieści o czynach Jezusa – w większości zaczerpnięte z Ewangelii kanonicznych Nowego Testamentu – przedstawiają go jak w cudowny sposób karmi tłum pięcioma melonami (48,1-4), jak rozmawia ze zwierzętami w ich językach i odrzuca krwawe ofiary. Maria Magdalena jest sportretowana jako partnerka Jezusa (tamże, 66,9), zaś jego uczniowie wyznają wiarę w reinkarnację.

## Autentyczność i kwestia autorstwa
Ewangelia Świętych Dwunastu jest ewidentnym fałszerstwem. Zawiera nie tylko nawiązania i cytaty z ksiąg Nowego Testamentu, wobec czego nie może być od nich starsza, ale nawiązania do praktyk i wierzeń religijnych późniejszych o stulecia, np. credo nicejskiego. Ponadto wymienia w toku narracji szereg zwierząt, z których żadne nie występowało w Palestynie w czasach Jezusa, co zupełnie dyskredytuje jej autentyczność. Rzekome związki Jezusa z Tybetem i nauką buddyjską to popularna XIX-wieczna teoria pseudohistoryczna, nie uwzględniająca jednak zupełnie faktu iż religia ta dotarła do Tybetu dopiero w VII wieku.
Najprawdopodobniej autorem Ewangelii był anglikański duchowny Gideon Jasper Richard Oueseley (1835-1906). Po latach spędzonych jako proboszcz w Warrenpoint Ouseley został kapłanem Kościoła Apostolskiego. Napisał około dziesięciu książek o wegetarianizmie i okultyzmie. Założył kilka stowarzyszeń okultystyczno-teozoficznych. W czasie rzekomego odkrycia tekstu Ewangelii Świętych Dwunastu mieszkał w Londynie. Utrzymywał on, że nauczanie Ewangelii objawił mu Emanuel Swedenborg podczas seansu spirytystycznego. Kiedy indziej twierdził, że tekst Ewangelii ujrzał w nocnej wizji, przeczytał go i rano spisał z pamięci.